# Hofmanka (usedlost)
Hofmanka je zaniklá usedlost v Praze 8 – Libni v místní části Holešovičky. Stála jihozápadně od Pelc-Tyrolky při pobřežní cestě u Vltavy.

## Historie
První zmínky o usedlosti jsou z poloviny 19. století, kdy ji vlastnila Anna Podhorská. V tu dobu se Hofmanka skládala z obytné a hospodářské budovy. Další majitelé, Anna a Antonín Veselí, zde od roku 1896 provozovali hostinec.
Hostinec byl zčásti přízemní a zčásti patrový. Přízemní část zakrývala sedlová střecha, patrová část měla střechu mansardovou se zvoničkou. Fasáda patrové části nesla sluneční hodiny.
Roku 1928 již byla usedlost opuštěná a ve špatném stavu. Zbořena byla roku 1968 spolu s Pelc-Tyrolkou při přípravných pracích před rekonstrukcí Mostu Barikádníků spojených s výstavbou mimoúrovňové křižovatky na jeho severní straně.